# Camponotus conicus
Camponotus conicus é uma espécie de inseto do gênero Camponotus, pertencente à família Formicidae.